# Primærrute 29
De Primærrute 29 is een hoofdweg in Denemarken. De weg loopt van Hobro naar Hanstholm. De Primærrute 29 loopt over het schiereiland Jutland en over het eiland Vendsyssel-Thy en is ongeveer 97 kilometer lang.